# Brandur Enni
Brandur Helgason Enni (født 15. april 1989 i Tvøroyri, Færøerne) er en færøsk sanger, sangskriver, komponist og musiker. Han spiller på flere forskellige instrumenter: guitar, trompet, piano og flygelhorn. Han blev kendt som sanger på Færøerne allerede som 12-årig, da han indspillede sangen Waiting in the Moonlight, som Lena Anderssen og Niclas Johannesen have skrevet og komponeret. Brandur blev også kendt i andre nordiske lande. Senere har han etableret sig som musiker i Sverige, hvor han har udgivet flere albums og skrevet sange sammen med forskellige svenske sangskrivere. I 2008 deltog han som den første færing i den svenske Melodifestivalen, som svarer til det danske Melodigrandprix. Han deltog med sangen Lullaby, han deltog i 1. semifinale, men kom ikke videre til finalen. I 2008 sang han den svenske version af Right here right now (Just Här, Just Nu) fra filmen High School Musical 3 sammen med Molly Sandén. I 2009 modtog han den færøske musikpris Planet Award i kategorien Bedste sanger. Hans sang Sometimes truth needs a lie blev også nomineret som Bedste sang til Planet Awards 2009, men vandt ikke. I 2012 flyttede Brandur tilbage til Færøerne. Et nyt album med titlen Funerals and Celebrations, som han har indspillet i Stockholm sammen med svenske Maria Marcus og danske Marcus Winther-John udkommer den 5. november 2014. Brandur's storebror Tróndur Enni er også musiker.

## Diskografi
- Waiting in the Moonlight, debut album, 2002[3][4]
- The Way I Am, dokumentar, 2002
- Perfect Summer,[5] single, 2002
- Still Friends, single, 2003
- Brandur, single, 2003
- Brandur, album, 2003
- Lullaby, single, 2008[6]
- Lifelong Lovesong, single, 2008
- Just Här, Just Nu (Right Here, Right Now) sammen med Molly Sandén (High School Musical 3), 2008[7]
- Sometimes Truth Needs a Lie,[8] single, 2009
- The Illusion Of, single, 2011[9]
- Funerals and Celebrations album, Tutl, 2014

### Er med i
- Mánadags Mortan, (Titlen betyder: "Mandags Morten", børn synger), 1998[10]
- Kular Røtur, (Musik for børn), 2000
- Dýrd, forskellige artister, 2005 (Words For You)[11]
- Christmas Album, forskellige artister, 2007
- Keldufar - Lív Næs tulkar Flóvin Flekk, 2012, Brandur Enni synger backing til sangene: Heystarblóman og Rósan.